# Ummidia rugosa
Ummidia rugosa là một loài nhện trong họ Ctenizidae. U. rugosa được miêu tả năm 1880 bởi Ferdinand Karsch.